# Upplands runinskrifter 692
Upplands runinskrifter 692 är en vikingatida runsten av ljus granit i Väppeby, Aspö socken och Strängnäs kommun. Runstenen är 1,3 meter hög, 0,95 meter bred och 15-35 centimeter tjock. Runristningen finns på stenens nordöstra sida med en runslinga kring kanterna och ett rundjur i mitten. På stenens nordvästra sida finns en ristad örn, cirka 0,4 gånger 0,3 meter stor.

## Inskriften
Translitterering av runraden:
hru:muntr : ak · kuþ:muntr : latu : risa : stin : þansa iftiʀ : slyru : faþur : sin : kuþan ÷ uþbirn : risti :
Normalisering till runsvenska:
Hroðmundr ok Guðmundr letu ræisa stæin þennsa æftiʀ Sloru(?)/Slyðru(?), faður sinn goðan. Auðbiorn risti.
Översättning till nusvenska:
Romund och Gudmund lät resa denna sten efter Slora?/Slydra?, sin gode fader. Ödbjörn ristade
Ristningen är signerad av Ödbjörn men har attribuerats till Tidkume. Magnus Källström avvisar emellertid helt denna attribuering.